# Sutrio
Sutrio (friuli nyelven Sudri) település Olaszországban, Friuli-Venezia Giulia régióban, Udine megyében. Lakosainak száma 1220 fő (2023. január 1.). Sutrio Arta Terme, Cercivento, Lauco, Ovaro, Ravascletto, Zuglio és Paluzza községekkel határos.

## Népesség
A település népességének változása:
| Lakosok száma | 1314 | 1296 | 1220 |
|               | 2017 | 2018 | 2023 |